# Diocesi di Plestia

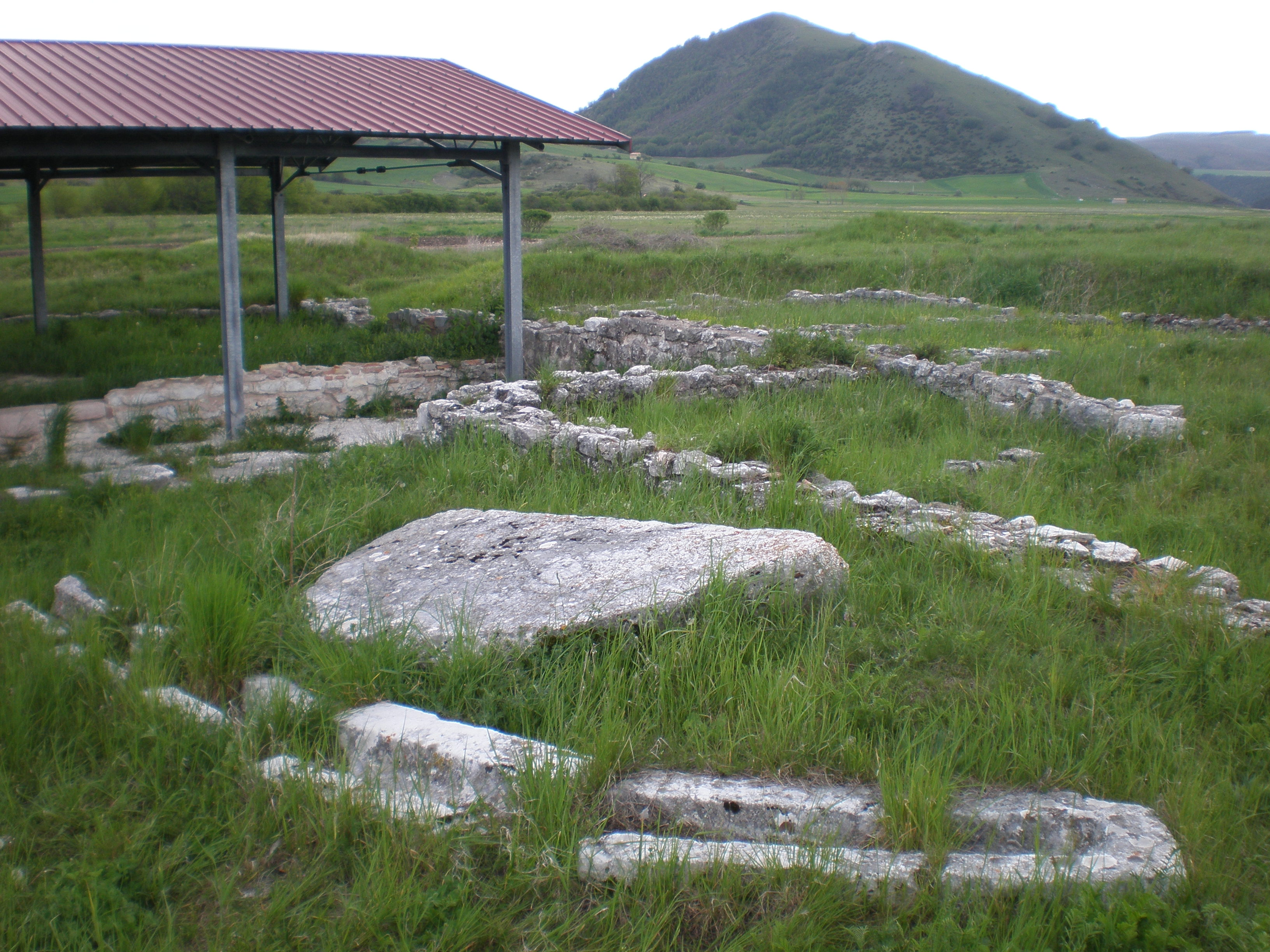
Resti dell'antica Plestia sull'altopiano di Colfiorito.

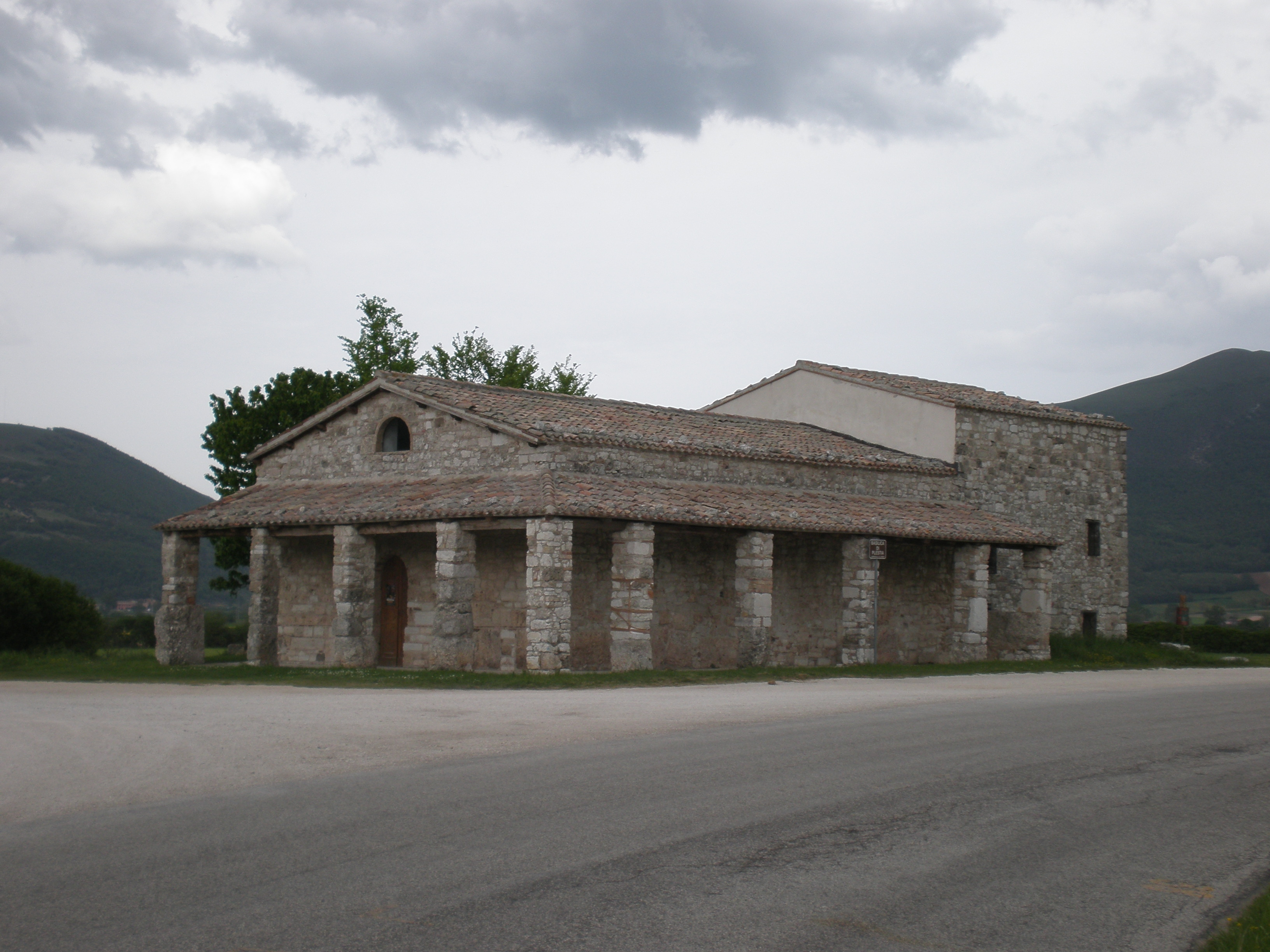
La chiesa di Santa Maria di Pistia.

La diocesi di Plestia (in latino: Dioecesis Plestiensis) è una sede soppressa e sede titolare della Chiesa cattolica.

## Storia
Incerte sono le origini del cristianesimo a Plestia, antica città umbra a 99 miglia da Roma. Secondo la passio di san Feliciano, l'evangelizzazione del territorio plestino si deve al martire e protovescovo di Forum Flaminii, morto durante le persecuzioni dell'imperatore Decio (249-251).
Gli eruditi hanno sempre riconosciuto l'esistenza di una diocesi di Plestia, benché a questa sede non venisse assegnato alcun vescovo. Nel 1894 Theodor Mommsen pubblicò per la prima volta l'edizione critica degli atti dei tre concili celebrati nei primi anni di pontificato di papa Simmaco (498-514). Tra i vescovi che presero parte ai concili del 499 e del 502 è presente anche Fiorenzo (Florentius), indicato nelle liste conciliari come vescovo Plestano, episcopus ecclesiae Plestanae e episcopus ecclesiae Plestinae. In base all'edizione del Mommsen, il vescovo Fiorenzo è stato attribuito alla diocesi di Plestia, mentre in precedenza veniva assegnato alla diocesi di Paestum.
Della diocesi non si hanno più notizie a partire dalla metà circa del V secolo, scomparsa sia per la guerra greco-gotica che devastò la regione, ma soprattutto per la crescita delle acque del lago Plestius che invase la città. Secondo l'anonimo autore della vita di san Rinaldo, vescovo di Nocera agli inizi del XIII secolo, all'epoca dell'imperatore Ottone I (951-983) fu ricostituito il castrum di Plestea, che, assieme ad altri territori, andò a formare la diocesi di Nocera. Questa informazione è ripetuta da Ludovico Jacobilli, da Ferdinando Ughelli e da Francesco Lanzoni.
In una bolla di papa Innocenzo II del 1138, la chiesa di Santa Maria di Dignano, che corrisponde all'odierna chiesa di Santa Maria di Pistia, e che è tutto ciò che resta dell'antico castrum de Plestea, è annoverata tra i possedimenti di pertinenza della diocesi di Foligno.
Dal 1966 Plestia è annoverata tra le sedi vescovili titolari della Chiesa cattolica; dal 6 luglio 2021 il vescovo titolare è Thomas Joseph Neylon, vescovo ausiliare di Liverpool.

## Cronotassi

### Vescovi residenziali
- Fiorenzo † (prima del 499 - dopo il 502)

### Vescovi titolari
- Leo Christopher Byrne † (31 luglio 1967 - 21 ottobre 1974 deceduto)
- Bruno Foresti † (12 dicembre 1974 - 2 aprile 1976 nominato arcivescovo di Modena e abate di Nonantola)
- Bolesław Filipiak † (1º maggio 1976 - 24 maggio 1976 nominato cardinale diacono di San Giovanni Bosco in via Tuscolana)
- John Nicholas Wurm † (25 giugno 1976 - 19 settembre 1981 nominato vescovo di Belleville)
- Anthony Michael Milone † (10 novembre 1981 - 14 dicembre 1987 nominato vescovo di Great Falls-Billings)
- Thaddeus Joseph Jakubowski † (16 febbraio 1988 - 14 luglio 2013 deceduto)
- Francisco José Villas-Boas Senra de Faria Coelho (17 aprile 2014 - 26 giugno 2018 nominato arcivescovo di Évora)
- Thomas Joseph Neylon, dal 6 luglio 2021